# ホワイトウォーター湾

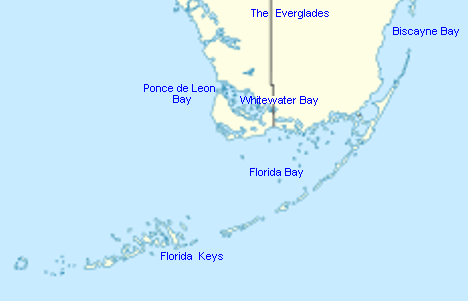
位置

ホワイトウォーター湾（Whitewater Bay）は、アメリカ合衆国の南西フロリダにある、メキシコ湾の入り江である。湾はエバーグレーズ国立公園内、サブレ岬の北に位置し、全域がモンロー郡内にある。ホワイトウォーター湾は、西にオイスター湾、そしてメキシコ湾のポンセ・デ・レオン湾に接続している。ヘルス湾は近くにある。